# Abdulino
Abdulino è una città della Russia europea sudorientale, situata nell'oblast' di Orenburg; è il capoluogo del rajon Abdulinskij.
La città è situata presso il fiume Ik e lungo la ferrovia che da Samara raggiunge Ufa.
L'economia è basata sull'agricoltura, specialmente sulla produzione di patate, cereali e barbabietole da zucchero e sul suo sfruttamento a livello industriale, essendo sede di industrie alimentari. Sono inoltre presenti industrie metallurgiche.